# Luotojärvi (sjö i Joensuu, Norra Karelen)
Luotojärvi är en sjö i kommunen Joensuu i landskapet Norra Karelen i Finland. Den är 9,2 meter djup. Arean är 46 hektar och strandlinjen är 5 kilometer lång. Sjön  ingår i Jänisjokis huvudavrinningsområde.   Den ligger omkring 58 kilometer sydöst om Joensuu och omkring 390 kilometer nordöst om Helsingfors. 